# Ursavus
Ursavus — рід викопних ссавців з сімейства ведмежих, що жили у Північній Америці, Європі та Азії міоцену. Рід імовірно розселився з Азії у Північну Америку близько 20 млн років тому, ставши найранішим представником ведмежих у Новому світі. Qiu et al зазначає, що якщо підтвердиться справжність і датування сумнівного зразка з Північної Америки, датованого близько 29 млн років тому, тоді доведеться припустити, що Ursavus виник у Північній Америці і розселився на захід через Азію. З іншого боку, вищу кількість знахідок в Європі, що зменшується у напрямку до Східної Азії, імовірно спростовує гіпотезу про розселення у західному напрямку.
U. elmensis, також відомий як «світанковий ведмідь» як правило, вважається найранішим безперечним видом ведмежих.

## Опис
Різні види даного роду мали різні розміри: від котячого для дрібніших видів до вовчого для більших представників роду. По способу життя були в основному всеїдними або гіпокарніворами (хижаками з високою часткою не м'ясного раціону).
Більшість видів відомі за знахідками зубів і фрагментів черепа. У районі Ганьсу, Китай, був виявлений повний череп з шарів верхнього міоцену, що належить новому виду U. tedfordi. Він був розміром з вовка і, поряд з великою пандою та очковим ведмедем, є найближчим до загального предка сучасних ведмедів.
На початок 2020-х єдиним видом, відомим по повному кістяку, є U. orientalis, виявлений в Діатомеї у місцевості Шаньван у ніжньоміоценових шарах Китаю. Проте, Qiu et al. у 2014 році запропонували перекласифікувати U. orientalis в рід Ballusia.

## Класифікація
До складу роду включають такі вимерлі види:
- Ursavus brevirhinus Hofmann, 1887
- Ursavus primaevus Gaillard, 1899
- Ursavus intermedius Koenigswald, 1925
- Ursavus pawniensis Frick, 1926
- Ursavus ehrenbergi Brunner, 1942
- Ursavus sylvestris Qiu & Qi, 1990
- Ursavus isorei Ginsburg & Morales, 1998
- Ursavus tedfordi Zhanxiang et al., 2014